# Desmond Dekker
Pour les articles homonymes, voir Dekker.
Desmond Adolphus Dacres alias Desmond Dekker, né le 16 juillet 1941 à Kingston (Jamaïque) et décédé le 25 mai 2006 à Thornton Heath (Angleterre), était un chanteur et un compositeur de reggae et de ska.
Desmond Dekker est l'un des premiers chanteurs jamaïcains connus en dehors de son pays. Avec son groupe «Les Aces», composé de Wilson James et Easton Barrington Howard, il a sorti le premier hit jamaïcain connu internationalement Israelites enregistré chez Leslie Kong’s Beverley Records.

## Biographie
Le son de sa voix et l'instrumentation qui l'accompagne ne sont pas sans rappeler le rock'n'roll dont il apprécie le son. Desmond Dekker, c'est une voix cristalline, des mélodies au service d'un rocksteady engagé et positif.
Après quelques auditions qui se soldèrent par des échecs (notamment chez Clement 'Coxsone' Dodd / Studio One et Duke Reid / Treasure Isle), il auditionne chez Beverley’s Records (label du célèbre producteur jamaïcain d’origine asiatique Leslie Kong). Ce sera le début d’une longue collaboration : du premier single de Dekker (Honour Your Father and Mother, 1963) jusqu’à la mort de Leslie Kong en 1971.
Honour Your Father and Mother, Sinners Come Home et Labour for Learning sont ses premiers tubes qu'il avait sortis sous le nom de Desmond Dacres. Après ces trois titres, il change son nom.
Pendant ces années plusieurs titres de Dekker sont des succès qui permettent, avant Bob Marley, de faire découvrir la musique jamaïcaine à un public international. Avec son groupe The Aces (appelé initialement Four Aces avant le départ d’un des membres), il enregistre par exemple Sinners Come Home en 1964, Labour for learning en 1964 et King of Ska en 1965.
Jusqu'en 1967 il produit un son tourné vers un large public puis suit la mode rude boys, dont les textes sont parfois violents, sans atteindre les mêmes extrêmes. C'est à cette époque qu'il sort Rude Boy Train (1966) et Rudie Got Soul (1966). Il continue avec le fameux 007 (Shanty Town) (1967), inspiré de l'agent du même nom, qui le rendra célèbre parmi les rude boys. Il n'oublie pas pour autant le contenu de ses premiers textes qui parlaient de religion et de moralité (It's a Shame, Wise Man, Hey Grandma, Unity, It Pays, Mother's Young Girl et Sabotage).
En 1968, Dekker remporte le National Song Competition en Jamaïque avec son titre Intensified.
Il sort l'année suivante Israelites qui obtient un succès aux États-Unis et en Angleterre. Cette chanson, aux paroles dénonciatrices (« Je me lève le matin, esclave pour un bout de pain / Pour que chaque bouche puisse être nourrie ») sort à une époque où la Jamaïque connaît de fortes émeutes. Desmond Dekker est d’ailleurs connu pour ses textes engagés : Unity (1967), Sabotage (Action !, 1968), Pretty Africa (1967).
En Angleterre, grâce à ce succès et au soutien des skinheads, la musique jamaïcaine devient de plus en plus populaire. Plusieurs artistes jamaïcains rentrent alors dans les charts, dont les Harry J. Allstars avec Liquidator (1969).
D'autres titres méritent également d'être cités, comme King of Ska dont le groupe qui l'accompagne The Cherrypies n'est autre que The Maytals, Fu Man Chu, Intensified 68 (Music like dirt).
À la mort de Leslie Kong en 1971, Dekker passe de Beverley’s Records à Cactus (label anglais). Ses enregistrements sont alors principalement des reprises de ses anciens titres. Pendant la période du ska revival il sort notamment l’album Black and Dekker (1980) puis King of King en 1995 avec des membres du groupe The Specials.
Desmond Dekker est mort d'un arrêt cardiaque, à son domicile dans Thornton Heath, dans la banlieue de Londres, en Angleterre, le 25 mai 2006 alors qu'il entamait une tournée européenne.
Le label britannique Trojan a sorti en 2006 une réédition de This is Desmond Dekkar, production Leslie Kong de 1969 comportant une bonne partie de ses succès.